# Wapen van Westdongeradeel

Het wapen van Westdongeradeel

Het wapen van Westdongeradeel werd op 25 maart 1818 per besluit door de Hoge Raad van Adel aan de Friese gemeente Westdongeradeel bevestigd. Vanaf 1984 is het wapen niet langer als gemeentewapen in gebruik omdat de gemeente Westdongeradeel opging in de gemeente Dongeradeel. 

## Blazoenering
De blazoenering van het wapen luidt als volgt:
Van lazuur beladen met eene golvende bande van zilver, van de regter boven naar de linker beneden hoek nederdalende. Het schild gedekt met een gouden kroon.
In de heraldiek wordt het wapen beschreven van achter het schild, waardoor links en rechts voor de toeschouwer verwisseld zijn.

## Verklaring

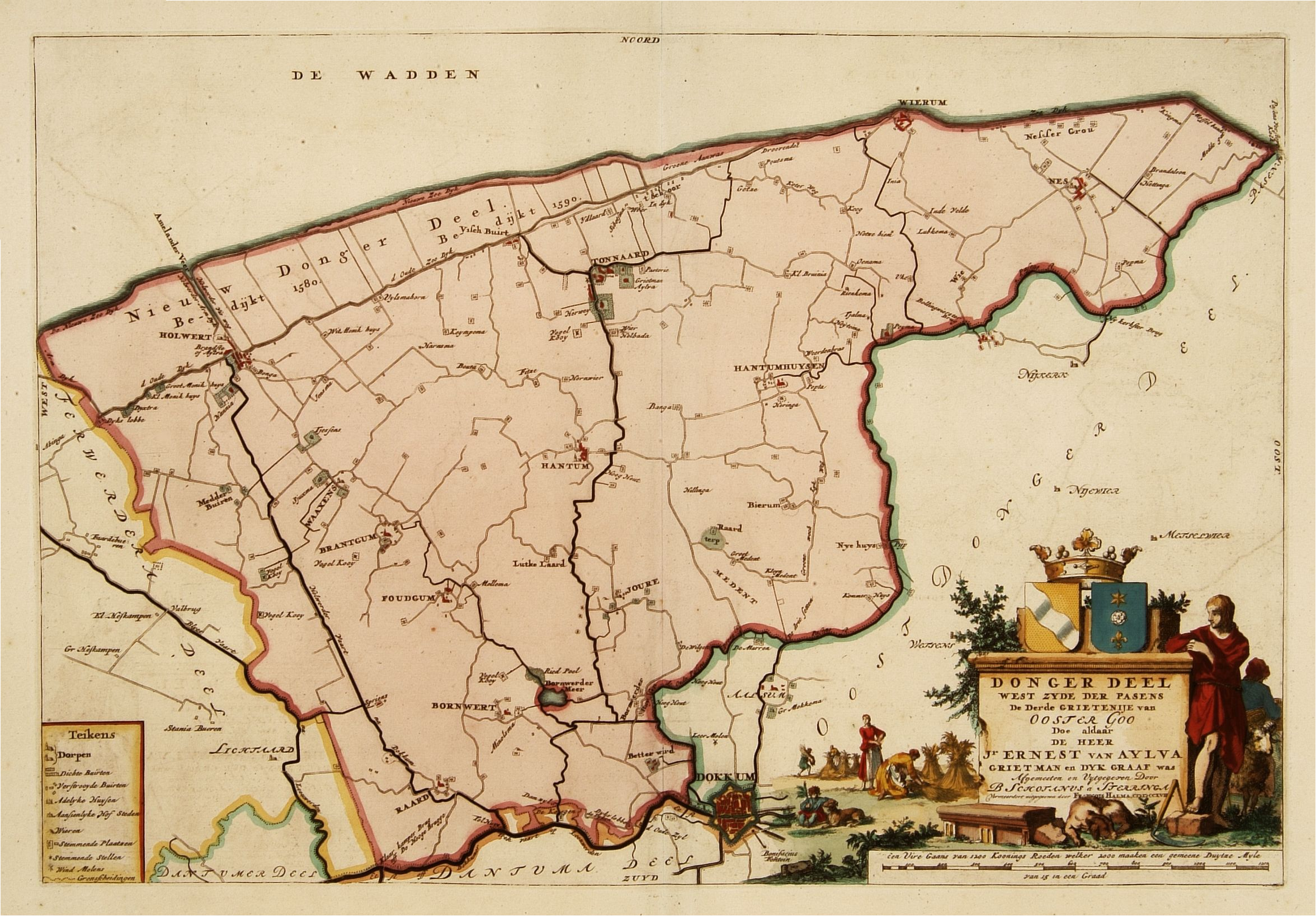
Kaart van Westdongeradeel uit 1718

Volgens de site Nederlandse Gemeentewapens symboliseert de balk het riviertje de Donge. Dit zou vergelijkbaar zijn met het wapen van Oostdongeradeel. Er is echter geen informatie beschikbaar over een riviertje de Donge in Friesland.  De herkomst van de namen Oost- en Westdongeradeel wordt door T. Hoekema anders verklaard, namelijk als verbastering van Dokkum, dat in de Middeleeuwen Dokkinge werd genoemd. De hiervan afgeleide deelsnaam was Dockingheradeel of Donchgheradeel.
Een kaart uit 1718 (hiernaast afgebeeld) toont het wapen van de toenmalige grietenij Westdongeradeel, met een gegolfde schuinbalk van zilver op een gouden veld, dus sterk gelijkend op het gemeentewapen, maar in andere kleuren.

## Verwante wapens

Wapen van Oostdongeradeel
Wapen van Dongeradeel
Het wapen van Polder van Oost- en Westdongeradeel
Het wapen van Zeedijken van Oostdongeradeel
Het wapen van Zeedijken van Westdongeradeel